# La Magdalena Tetela Morelos
La Magdalena Tetela Morelos es una localidad del estado mexicano de Puebla. Es parte del municipio de Acajete.

## Toponimia
El nombre «La Magdalena» hace referencia a la santa patrona de la localidad: María Magdalena. El nombre «Tetela» proviene de los términos en náhuatl tetl, piedra; tlan, lugar. Su significado es «pedregal o lugar de muchas piedras». El nombre «Morelos» hace referencia a José María Morelos, prócer de la independencia de México.

## Demografía
| Gráfica de evolución demográfica |
|                                  |

| Censo | Población |
| ----- | --------- |
| 1900  | 822       |
| 1910  | 826       |
| 1921  | 1 113     |
| 1930  | 1 417     |
| 1940  | 1 782     |
| 1950  | 2 055     |
| 1960  | 2 709     |
| 1970  | 3 872     |
| 1980  | 5 710     |
| 1990  | 10 188    |
| 1995  | 9 927     |
| 2000  | 7 777     |
| 2005  | 7 172     |
| 2010  | 6 421     |
| 2020  | 7 613     |